# Oruza albocostaliata
Oruza albocostaliata là một loài bướm đêm trong họ Erebidae.